# 茅坪镇 (白河县)
茅坪镇，是中华人民共和国陕西省安康市白河县下辖的一个乡镇级行政单位。
2015年，陕西省民政厅批复同意将茅坪镇黑龙、纸坊2个村划归构扒镇。

## 行政区划
茅坪镇下辖以下地区：
茅坪社区、响应村、花蛇村、枣树村、红征村、朝阳村、义和村、田湾村、油房村、四新村、彭家村、桃园村、联合村、平安村、金刚村和大山村。